# 13. Kongresswahlbezirk von New York
Der 13. Kongresswahlbezirk New Yorks ist ein Wahlkreis für das Repräsentantenhaus der Vereinigten Staaten in New York City. Er umfasst seit der Neuzuteilung der Wahlbezirke 2012 Teile von Manhattan und der Bronx und gilt als einer der am stärksten von Demokraten dominierten Wahlkreise der Vereinigten Staaten. Der derzeitige Abgeordnete ist der Demokrat Adriano Espaillat.

## Wahlgänge
| Wahlergebnisse der letzten nationalen Wahlgänge | Wahlergebnisse der letzten nationalen Wahlgänge | Wahlergebnisse der letzten nationalen Wahlgänge |
| ----------------------------------------------- | ----------------------------------------------- | ----------------------------------------------- |
| Jahr                                            | Amt                                             | Ergebnis                                        |
| 2020                                            | Präsident                                       | Biden 88 - 11 %                                 |
| 2016                                            | Präsident                                       | Clinton 92 - 5 %                                |
| 2012                                            | Präsident                                       | Obama 95 - 5 %                                  |
| 2008                                            | Präsident                                       | McCain 52 - 48 %                                |
| 2004                                            | Präsident                                       | Bush 56 - 43 %                                  |
| 2000                                            | Präsident                                       | Gore 52 - 45 %                                  |

## Zusammensetzung in Vergangenheit und Gegenwart
| Zeit      | Zusammensetzung                           | Anmerkung                                                          |
| --------- | ----------------------------------------- | ------------------------------------------------------------------ |
| 1803–1809 | Montgomery                                |                                                                    |
| 1913–1945 | Teile von Manhattan                       |                                                                    |
| 1945–1993 | Teile von Brooklyn                        |                                                                    |
| 1993–2013 | ganz Staten Island und Teile von Brooklyn |                                                                    |
| seit 2013 | Teile von Manhattan und der Bronx         | besteht zu großen Teilen aus dem bisherigen 15. Kongresswahlbezirk |

Bis 2012 hatte der 13. Kongresswahlbezirk New Yorks das gesamte Gebiet von Staten Island und die Stadtviertel Bay Ridge, Bensonhurst, Dyker Heights und Gravesend in Brooklyn umfasst (die Lage des heutigen 13. Wahlkreises hatte weitgehend der des bis dahin 15. entsprochen). Es war der einzige Kongresswahlbezirk in New York City, der bei nationalen Wahlen den Republikanern zugeneigt war.
Vor dem Redistricting von 1992 war der Schwerpunkt des 13. Kongresswahlbezirks in Brooklyn. Inzwischen gehört der größte Teil Brooklyns zum 8. Kongresswahlbezirk New Yorks.
Staten Island gehörte davor in den 1980er Jahren zum 14. Kongresswahlbezirk, in den 1970er Jahren zum 17. Kongresswahlbezirk und in den 1960er Jahren zum 16. Kongresswahlbezirk.

## Liste der im 13. Kongresswahlbezirk New Yorks gewählten Abgeordneten
| Kongress                    | Representative              | Partei                      | Amtszeit                           | Sitz       | Anmerkung |
| --------------------------- | --------------------------- | --------------------------- | ---------------------------------- | ---------- | --- |
| Einrichtung des Wahlbezirks | Einrichtung des Wahlbezirks | Einrichtung des Wahlbezirks | 1803                               |            | |
| 8., 9.                      | Thomas Sammons              | Demokratisch-Republikanisch | 4. März 1803 – 3. März 1807        |            | |
| 10.                         | Peter Swart                 | Demokratisch-Republikanisch | 4. März 1807 – 3. März 1809        |            | |
| 11., 12.                    | Uri Tracy                   | Demokratisch-Republikanisch | 4. März 1809 – 3. März 1813        |            | |
| 13.                         | Alexander Boyd              | Föderalist                  | 4. März 1813 – 3. März 1815        |            | |
| 14.                         | John B. Yates               | Demokratisch-Republikanisch | 4. März 1815 – 3. März 1817        |            | |
| 15.                         | Thomas Lawyer               | Demokratisch-Republikanisch | 4. März 1817 – 3. März 1819        |            | |
| 16.                         | Harmanus Peek               | Demokratisch-Republikanisch | 4. März 1819 – 3. März 1821        |            | |
| 17.                         | vakant                      | vakant                      | 4. März 1821 – 3. Dezember 1821    |            | Die Wahl zum Repräsentantenhaus der Vereinigten Staaten 1821 wurde im April abgehalten, nachdem die Amtszeit des Kongresses bereits begonnen hatte. Es ist unklar, wann das Ergebnis bekannt gegeben wurde oder ob ein Wahlgewinner ins Amt eingeführt wurde. |
| 17.                         | John Gebhard                | Demokratisch-Republikanisch | 3. Dezember 1821 – 3. März 1823    | Schoharie  | |
| 18.                         | Isaac Williams junior       | Adams-Clay DR               | 4. März 1823 – 3. März 1825        |            | |
| 19.                         | William G. Angel            | Jacksonian                  | 4. März 1825 – 3. März 1827        | Burlington | |
| 20.                         | Samuel Chase                | Adams                       | 4. März 1827 – 3. März 1829        |            | |
| 21., 22.                    | William G. Angel            | Jacksonian                  | 4. März 1829 – 3. März 1833        | Burlington | |
| 23.                         | Reuben Whallon              | Jacksonian                  | 4. März 1833 – 3. März 1835        |            | |
| 24.                         | Dudley Farlin               | Jacksonian                  | 4. März 1835 – 3. März 1837        |            | |
| 25.                         | John Palmer                 | Demokrat                    | 4. März 1837 – 3. März 1839        |            | |
| 26.                         | Augustus C. Hand            | Demokrat                    | 4. März 1839 – 3. März 1841        |            | |
| 27.                         | Thomas A. Tomlinson         | Whig                        | 4. März 1841 – 3. März 1843        |            | |
| 28.                         | Daniel D. Barnard           | Whig                        | 4. März 1843 – 3. März 1845        |            | Redistricted vom 10. Kongresswahlbezirk New Yorks |
| 29.                         | Bradford R. Wood            | Demokrat                    | 4. März 1845 – 3. März 1847        |            | |
| 30.                         | John I. Slingerland         | Whig                        | 4. März 1847 – 3. März 1849        |            | |
| 31., 32.                    | John L. Schoolcraft         | Whig                        | 4. März 1849 – 3. März 1853        |            | |
| 33.                         | Russell Sage                | Whig                        | 4. März 1853 – 3. März 1855        |            | |
| 34.                         | Russell Sage                | Opposition                  | 4. März 1855 – 3. März 1857        |            | |
| 35. – 37.                   | Abram B. Olin               | Republikaner                | 4. März 1857 – 3. März 1863        |            | |
| 38.                         | John B. Steele              | Demokrat                    | 4. März 1863 – 3. März 1865        |            | Redistricted vom 11. Kongresswahlbezirk New Yorks |
| 39.                         | Edwin N. Hubbell            | Demokrat                    | 4. März 1865 – 3. März 1867        |            | |
| 40.                         | Thomas Cornell              | Republikaner                | 4. März 1867 – 3. März 1869        |            | |
| 41.                         | John A. Griswold            | Demokrat                    | 4. März 1869 – 3. März 1871        |            | |
| 42.                         | Joseph H. Tuthill           | Demokrat                    | 4. März 1871 – 3. März 1873        |            | |
| 43., 44.                    | John O. Whitehouse          | Demokrat                    | 4. März 1873 – 3. März 1877        |            | |
| 45. – 48.                   | John H. Ketcham             | Republikaner                | 4. März 1877 – 3. März 1885        |            | Redistricted in den 16. Kongresswahlbezirk New Yorks |
| 49.                         | Egbert L. Viele             | Demokrat                    | 4. März 1885 – 3. März 1887        |            | |
| 50.                         | Ashbel P. Fitch             | Republikaner                | 4. März 1887 – 3. März 1889        |            | |
| 51., 52.                    | Ashbel P. Fitch             | Demokrat                    | 4. März 1889 – 3. März 1893        |            | |
| 53.                         | John De Witt Warner         | Demokrat                    | 4. März 1893 – 3. März 1895        |            | Redistricted vom 12. Kongresswahlbezirk New Yorks |
| 54., 55.                    | Richard C. Shannon          | Republikaner                | 4. März 1895 – 3. März 1899        |            | |
| 56.                         | Jefferson M. Levy           | Demokrat                    | 4. März 1899 – 3. März 1901        |            | |
| 57.                         | Oliver Belmont              | Demokrat                    | 4. März 1901 – 3. März 1903        |            | |
| 58.                         | Francis B. Harrison         | Demokrat                    | 4. März 1903 – 3. März 1905        |            | |
| 59. – 61.                   | Herbert Parsons             | Republikaner                | 4. März 1905 – 3. März 1911        |            | |
| 62.                         | Jefferson M. Levy           | Demokrat                    | 4. März 1911 – 3. März 1913        |            | Redistricted in den 14. Kongresswahlbezirk New Yorks |
| 63.                         | Timothy D. Sullivan         | Demokrat                    | 4. März 1913 – 31. August 1913     |            | trat sein Amt aus gesundheitlichen Gründen nicht an und verstarb |
| 63.                         | vakant                      | vakant                      | 31. August 1913 – 4. November 1913 |            | |
| 63., 64.                    | George W. Loft              | Demokrat                    | 4. November 1913 – 3. März 1917    |            | |
| 65. – 76.                   | Christopher D. Sullivan     | Demokrat                    | 4. März 1917 – 3. Januar 1941      |            | |
| 77., 78.                    | Louis J. Capozzoli          | Demokrat                    | 3. Januar 1941 – 3. Januar 1945    |            | |
| 79. – 82.                   | Donald L. O’Toole           | Demokrat                    | 3. Januar 1945 – 3. Januar 1953    |            | |
| 83. – 90.                   | Abraham J. Multer           | Demokrat                    | 3. Januar 1953 – 31. Dezember 1967 |            | Redistricted vom 14. Kongresswahlbezirk New Yorks, zurückgetreten |
| 90.                         | vakant                      | vakant                      | 1. Januar 1968 – 19. Februar 1968  |            | |
| 90. – 93.                   | Bertram L. Podell           | Demokrat                    | 20. Februar 1968 – 3. Januar 1975  |            | |
| 94. – 102.                  | Stephen J. Solarz           | Demokrat                    | 3. Januar 1975 – 3. Januar 1993    |            | |
| 103. – 105.                 | Susan Molinari              | Republikaner                | 3. Januar 1993 – 2. August 1997    |            | Redistricted vom 14. Kongresswahlbezirk New Yorks, zurückgetreten |
| 105.                        | vakant                      | vakant                      | 3. August 1997 – 3. November 1997  |            | |
| 105. – 110.                 | Vito Fossella               | Republikaner                | 4. November 1997 – 3. Januar 2009  |            | |
| 111.                        | Michael McMahon             | Demokrat                    | 3. Januar 2009 – 3. Januar 2011    |            | |
| 112.                        | Michael Grimm               | Republikaner                | 3. Januar 2011 – 3. Januar 2013    |            | Redistricted zum 11. Kongresswahlbezirk New Yorks |
| 113., 114.                  | Charles B. Rangel           | Demokrat                    | 3. Januar 2013 – 3. Januar 2017    |            | Redistricted vom 15. Kongresswahlbezirk New Yorks |
| 115.–117.                   | Adriano Espaillat           | Demokrat                    | 3. Januar 2017 –                   |            | amtierend |

## Wahlergebnisse der jüngeren Vergangenheit
| Wahl zum Repräsentantenhaus der Vereinigten Staaten 1996: 13. Kongresswahlbezirk | Wahl zum Repräsentantenhaus der Vereinigten Staaten 1996: 13. Kongresswahlbezirk | Wahl zum Repräsentantenhaus der Vereinigten Staaten 1996: 13. Kongresswahlbezirk | Wahl zum Repräsentantenhaus der Vereinigten Staaten 1996: 13. Kongresswahlbezirk | Wahl zum Repräsentantenhaus der Vereinigten Staaten 1996: 13. Kongresswahlbezirk | Wahl zum Repräsentantenhaus der Vereinigten Staaten 1996: 13. Kongresswahlbezirk |
| Partei                                                                           | Partei                                                                           | Kandidat                                                                         | Stimmen                                                                          | %                                                                                | ±%                                                                               |
| -------------------------------------------------------------------------------- | -------------------------------------------------------------------------------- | -------------------------------------------------------------------------------- | -------------------------------------------------------------------------------- | -------------------------------------------------------------------------------- | -------------------------------------------------------------------------------- |
|                                                                                  | Republikaner                                                                     | Susan Molinari                                                                   | 94.660                                                                           | 61,6                                                                             |                                                                                  |
|                                                                                  | Demokrat                                                                         | Tyrone G. Butler                                                                 | 53.376                                                                           | 34,7                                                                             |                                                                                  |
|                                                                                  | Right to Life                                                                    | Kathleen Marciano                                                                | 3.396                                                                            | 2,2                                                                              |                                                                                  |
|                                                                                  | Independence                                                                     | Anita Lerman                                                                     | 2.337                                                                            | 1,5                                                                              |                                                                                  |
| Mehrheit                                                                         | Mehrheit                                                                         | Mehrheit                                                                         | 41.284                                                                           | 26,8                                                                             |                                                                                  |
| Wahlbeteiligung                                                                  | Wahlbeteiligung                                                                  | Wahlbeteiligung                                                                  | 153.769                                                                          | 100                                                                              |                                                                                  |

| Spezialwahl 1997: 13. Kongresswahlbezirk | Spezialwahl 1997: 13. Kongresswahlbezirk | Spezialwahl 1997: 13. Kongresswahlbezirk | Spezialwahl 1997: 13. Kongresswahlbezirk | Spezialwahl 1997: 13. Kongresswahlbezirk | Spezialwahl 1997: 13. Kongresswahlbezirk |
| Partei                                   | Partei                                   | Kandidat                                 | Stimmen                                  | %                                        | ±%                                       |
| ---------------------------------------- | ---------------------------------------- | ---------------------------------------- | ---------------------------------------- | ---------------------------------------- | ---------------------------------------- |
|                                          | Republikaner                             | Vito Fossella                            | 79.838                                   | 61,3                                     | −0,3                                     |
|                                          | Demokrat                                 | Eric Vitaliano                           | 50.373                                   | 38,7                                     | +4,0                                     |
| Mehrheit                                 | Mehrheit                                 | Mehrheit                                 | 29.465                                   | 22,6                                     | −4,2                                     |
| Wahlbeteiligung                          | Wahlbeteiligung                          | Wahlbeteiligung                          | 130.211                                  | 100                                      | −15,3                                    |

| Wahl zum Repräsentantenhaus der Vereinigten Staaten 1998: 13. Kongresswahlbezirk | Wahl zum Repräsentantenhaus der Vereinigten Staaten 1998: 13. Kongresswahlbezirk | Wahl zum Repräsentantenhaus der Vereinigten Staaten 1998: 13. Kongresswahlbezirk | Wahl zum Repräsentantenhaus der Vereinigten Staaten 1998: 13. Kongresswahlbezirk | Wahl zum Repräsentantenhaus der Vereinigten Staaten 1998: 13. Kongresswahlbezirk | Wahl zum Repräsentantenhaus der Vereinigten Staaten 1998: 13. Kongresswahlbezirk |
| Partei                                                                           | Partei                                                                           | Kandidat                                                                         | Stimmen                                                                          | %                                                                                | ±%                                                                               |
| -------------------------------------------------------------------------------- | -------------------------------------------------------------------------------- | -------------------------------------------------------------------------------- | -------------------------------------------------------------------------------- | -------------------------------------------------------------------------------- | -------------------------------------------------------------------------------- |
|                                                                                  | Republikaner                                                                     | Vito Fossella                                                                    | 76.138                                                                           | 64,8                                                                             | +3,5                                                                             |
|                                                                                  | Demokrat                                                                         | Eugene V. Prisco                                                                 | 40.167                                                                           | 34,2                                                                             | −4,5                                                                             |
|                                                                                  | Independence                                                                     | Anita Lerman                                                                     | 1.245                                                                            | 1,1                                                                              | +1,1                                                                             |
| Mehrheit                                                                         | Mehrheit                                                                         | Mehrheit                                                                         | 35.971                                                                           | 30,6                                                                             | +8,0                                                                             |
| Wahlbeteiligung                                                                  | Wahlbeteiligung                                                                  | Wahlbeteiligung                                                                  | 117.550                                                                          | 100                                                                              | −9,7                                                                             |

| Wahl zum Repräsentantenhaus der Vereinigten Staaten 2000: 13. Kongresswahlbezirk | Wahl zum Repräsentantenhaus der Vereinigten Staaten 2000: 13. Kongresswahlbezirk | Wahl zum Repräsentantenhaus der Vereinigten Staaten 2000: 13. Kongresswahlbezirk | Wahl zum Repräsentantenhaus der Vereinigten Staaten 2000: 13. Kongresswahlbezirk | Wahl zum Repräsentantenhaus der Vereinigten Staaten 2000: 13. Kongresswahlbezirk | Wahl zum Repräsentantenhaus der Vereinigten Staaten 2000: 13. Kongresswahlbezirk |
| Partei                                                                           | Partei                                                                           | Kandidat                                                                         | Stimmen                                                                          | %                                                                                | ±%                                                                               |
| -------------------------------------------------------------------------------- | -------------------------------------------------------------------------------- | -------------------------------------------------------------------------------- | -------------------------------------------------------------------------------- | -------------------------------------------------------------------------------- | -------------------------------------------------------------------------------- |
|                                                                                  | Republikaner                                                                     | Vito Fossella                                                                    | 109.806                                                                          | 64,6                                                                             | −0,2                                                                             |
|                                                                                  | Demokrat                                                                         | Katina M. Johnstone                                                              | 57.603                                                                           | 33,9                                                                             | −0,3                                                                             |
|                                                                                  | Independence                                                                     | Anita Lerman                                                                     | 2,653                                                                            | 1.6                                                                              | +0.5                                                                             |
| Mehrheit                                                                         | Mehrheit                                                                         | Mehrheit                                                                         | 52.203                                                                           | 30,7                                                                             | +0,1                                                                             |
| Wahlbeteiligung                                                                  | Wahlbeteiligung                                                                  | Wahlbeteiligung                                                                  | 170.062                                                                          | 100                                                                              | +44,7                                                                            |

| Wahl zum Repräsentantenhaus der Vereinigten Staaten 2002: 13. Kongresswahlbezirk | Wahl zum Repräsentantenhaus der Vereinigten Staaten 2002: 13. Kongresswahlbezirk | Wahl zum Repräsentantenhaus der Vereinigten Staaten 2002: 13. Kongresswahlbezirk | Wahl zum Repräsentantenhaus der Vereinigten Staaten 2002: 13. Kongresswahlbezirk | Wahl zum Repräsentantenhaus der Vereinigten Staaten 2002: 13. Kongresswahlbezirk | Wahl zum Repräsentantenhaus der Vereinigten Staaten 2002: 13. Kongresswahlbezirk |
| Partei                                                                           | Partei                                                                           | Kandidat                                                                         | Stimmen                                                                          | %                                                                                | ±%                                                                               |
| -------------------------------------------------------------------------------- | -------------------------------------------------------------------------------- | -------------------------------------------------------------------------------- | -------------------------------------------------------------------------------- | -------------------------------------------------------------------------------- | -------------------------------------------------------------------------------- |
|                                                                                  | Republikaner                                                                     | Vito Fossella                                                                    | 72.204                                                                           | 69,6                                                                             | +5,0                                                                             |
|                                                                                  | Demokrat                                                                         | Arne M. Mattsson                                                                 | 29.366                                                                           | 28,3                                                                             | −5,6                                                                             |
|                                                                                  | Independence                                                                     | Anita Lerman                                                                     | 1.427                                                                            | 1,4                                                                              | −0,2                                                                             |
|                                                                                  | Green                                                                            | Henry J. Bardel                                                                  | 696                                                                              | 0,7                                                                              | +0,7                                                                             |
| Mehrheit                                                                         | Mehrheit                                                                         | Mehrheit                                                                         | 42.838                                                                           | 41,3                                                                             | +10,6                                                                            |
| Wahlbeteiligung                                                                  | Wahlbeteiligung                                                                  | Wahlbeteiligung                                                                  | 103.693                                                                          | 100                                                                              | −39,0                                                                            |

| Wahl zum Repräsentantenhaus der Vereinigten Staaten 2004: 13. Kongresswahlbezirk | Wahl zum Repräsentantenhaus der Vereinigten Staaten 2004: 13. Kongresswahlbezirk | Wahl zum Repräsentantenhaus der Vereinigten Staaten 2004: 13. Kongresswahlbezirk | Wahl zum Repräsentantenhaus der Vereinigten Staaten 2004: 13. Kongresswahlbezirk | Wahl zum Repräsentantenhaus der Vereinigten Staaten 2004: 13. Kongresswahlbezirk | Wahl zum Repräsentantenhaus der Vereinigten Staaten 2004: 13. Kongresswahlbezirk |
| Partei                                                                           | Partei                                                                           | Kandidat                                                                         | Stimmen                                                                          | %                                                                                | ±%                                                                               |
| -------------------------------------------------------------------------------- | -------------------------------------------------------------------------------- | -------------------------------------------------------------------------------- | -------------------------------------------------------------------------------- | -------------------------------------------------------------------------------- | -------------------------------------------------------------------------------- |
|                                                                                  | Republikaner                                                                     | Vito Fossella                                                                    | 112.934                                                                          | 59,0                                                                             | −10,6                                                                            |
|                                                                                  | Demokrat                                                                         | Frank J. Barbaro                                                                 | 78.500                                                                           | 41,0                                                                             | +12,7                                                                            |
| Mehrheit                                                                         | Mehrheit                                                                         | Mehrheit                                                                         | 34.434                                                                           | 18,0                                                                             | −23,3                                                                            |
| Wahlbeteiligung                                                                  | Wahlbeteiligung                                                                  | Wahlbeteiligung                                                                  | 191.434                                                                          | 100                                                                              | +84,6                                                                            |

| Wahl zum Repräsentantenhaus der Vereinigten Staaten 2006: 13. Kongresswahlbezirk | Wahl zum Repräsentantenhaus der Vereinigten Staaten 2006: 13. Kongresswahlbezirk | Wahl zum Repräsentantenhaus der Vereinigten Staaten 2006: 13. Kongresswahlbezirk | Wahl zum Repräsentantenhaus der Vereinigten Staaten 2006: 13. Kongresswahlbezirk | Wahl zum Repräsentantenhaus der Vereinigten Staaten 2006: 13. Kongresswahlbezirk | Wahl zum Repräsentantenhaus der Vereinigten Staaten 2006: 13. Kongresswahlbezirk |
| Partei                                                                           | Partei                                                                           | Kandidat                                                                         | Stimmen                                                                          | %                                                                                | ±%                                                                               |
| -------------------------------------------------------------------------------- | -------------------------------------------------------------------------------- | -------------------------------------------------------------------------------- | -------------------------------------------------------------------------------- | -------------------------------------------------------------------------------- | -------------------------------------------------------------------------------- |
|                                                                                  | Republikaner                                                                     | Vito Fossella                                                                    | 59.334                                                                           | 56,8                                                                             | −2,2                                                                             |
|                                                                                  | Demokrat                                                                         | Stephen A. Harrison                                                              | 45.131                                                                           | 43,2                                                                             | +2,2                                                                             |
| Mehrheit                                                                         | Mehrheit                                                                         | Mehrheit                                                                         | 14.203                                                                           | 13,6                                                                             | −4,4                                                                             |
| Wahlbeteiligung                                                                  | Wahlbeteiligung                                                                  | Wahlbeteiligung                                                                  | 104.465                                                                          | 100                                                                              | −45,4                                                                            |

| Wahl zum Repräsentantenhaus der Vereinigten Staaten 2008: 13. Kongresswahlbezirk | Wahl zum Repräsentantenhaus der Vereinigten Staaten 2008: 13. Kongresswahlbezirk | Wahl zum Repräsentantenhaus der Vereinigten Staaten 2008: 13. Kongresswahlbezirk | Wahl zum Repräsentantenhaus der Vereinigten Staaten 2008: 13. Kongresswahlbezirk | Wahl zum Repräsentantenhaus der Vereinigten Staaten 2008: 13. Kongresswahlbezirk | Wahl zum Repräsentantenhaus der Vereinigten Staaten 2008: 13. Kongresswahlbezirk |
| Partei                                                                           | Partei                                                                           | Kandidat                                                                         | Stimmen                                                                          | %                                                                                | ±%                                                                               |
| -------------------------------------------------------------------------------- | -------------------------------------------------------------------------------- | -------------------------------------------------------------------------------- | -------------------------------------------------------------------------------- | -------------------------------------------------------------------------------- | -------------------------------------------------------------------------------- |
|                                                                                  | Demokrat                                                                         | Michael McMahon                                                                  | 114.219                                                                          | 60,9                                                                             | +17,7                                                                            |
|                                                                                  | Republikaner                                                                     | Robert Straniere                                                                 | 62.441                                                                           | 33,3                                                                             | −23,5                                                                            |
|                                                                                  | Conservative                                                                     | Timothy Cochrane                                                                 | 5.799                                                                            | 3,1                                                                              | +3,1                                                                             |
|                                                                                  | Independence                                                                     | Carmine Morano                                                                   | 4.947                                                                            | 2,6                                                                              | +2,6                                                                             |
| Mehrheit                                                                         | Mehrheit                                                                         | Mehrheit                                                                         | 51.778                                                                           | 27,6                                                                             | 14,0                                                                             |
| Wahlbeteiligung                                                                  | Wahlbeteiligung                                                                  | Wahlbeteiligung                                                                  | 187.406                                                                          | 100                                                                              | +79,4                                                                            |

| Wahl zum Repräsentantenhaus der Vereinigten Staaten 2010: 13. Kongresswahlbezirk | Wahl zum Repräsentantenhaus der Vereinigten Staaten 2010: 13. Kongresswahlbezirk | Wahl zum Repräsentantenhaus der Vereinigten Staaten 2010: 13. Kongresswahlbezirk | Wahl zum Repräsentantenhaus der Vereinigten Staaten 2010: 13. Kongresswahlbezirk | Wahl zum Repräsentantenhaus der Vereinigten Staaten 2010: 13. Kongresswahlbezirk | Wahl zum Repräsentantenhaus der Vereinigten Staaten 2010: 13. Kongresswahlbezirk |
| Partei                                                                           | Partei                                                                           | Kandidat                                                                         | Stimmen                                                                          | %                                                                                | ±%                                                                               |
| -------------------------------------------------------------------------------- | -------------------------------------------------------------------------------- | -------------------------------------------------------------------------------- | -------------------------------------------------------------------------------- | -------------------------------------------------------------------------------- | -------------------------------------------------------------------------------- |
|                                                                                  | Republikaner                                                                     | Michael Grimm                                                                    | 65.024                                                                           | 51,3                                                                             | +18,0                                                                            |
|                                                                                  | Demokrat                                                                         | Michael McMahon                                                                  | 60.773                                                                           | 48,0                                                                             | −12,9                                                                            |
|                                                                                  | Libertarian                                                                      | Tom Vendittelli                                                                  | 929                                                                              | 0,7                                                                              | +0,7                                                                             |
| Mehrheit                                                                         | Mehrheit                                                                         | Mehrheit                                                                         | 4.251                                                                            | 3,3                                                                              | −24,3                                                                            |
| Wahlbeteiligung                                                                  | Wahlbeteiligung                                                                  | Wahlbeteiligung                                                                  | 126.726                                                                          | 100                                                                              | −32,4                                                                            |

| Partei | Partei        | Kandidat                        | Stimmen | %       |
| ------ | ------------- | ------------------------------- | ------- | ------- |
|        | Demokrat      | Adriano Espaillat (Amtsinhaber) | 231.841 | 90,8 %  |
|        | Republikaner  | Lovelynn Gwinn                  | 19.829  | 7,8 %   |
|        | Conservative  | Christopher Morris-Perry        | 3.295   | 1,3 %   |
| gesamt | gesamt        | gesamt                          | 254.965 | 100,0 % |
|        | Demokrat hält |                                 |         |         |